# Bossiaea rosmarinifolia
Bossiaea rosmarinifolia är en ärtväxtart som beskrevs av John Lindley. Bossiaea rosmarinifolia ingår i släktet Bossiaea och familjen ärtväxter. Inga underarter finns listade i Catalogue of Life.